# Badistica fascipes
Badistica fascipes är en insektsart som beskrevs av Lucien Chopard 1958. Badistica fascipes ingår i släktet Badistica och familjen gräshoppor. Inga underarter finns listade i Catalogue of Life.